# Phil Harris

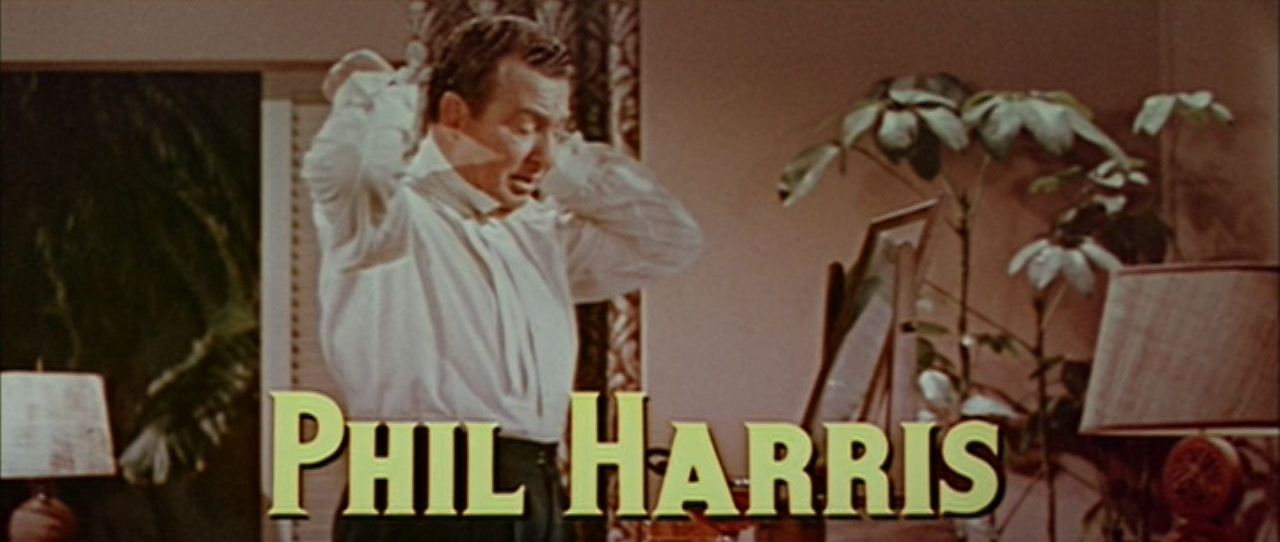
Phil Harris i Mellan himmel och hav (1954).

Wonga Philip "Phil" Harris, född 24 juni 1904 i Linton, Indiana, död 11 augusti 1995 i Rancho Mirage, Kalifornien, var en amerikansk komiker, låtskrivare, skådespelare och jazzsångare.

## Biografi
Harris var med i radioprogrammet The Jack Benny Program under 1930-talet. Harris var gift med skådespelaren Marcia Ralston 1927–1940 och med sångerskan Alice Faye från 1941 fram till sin död. 
Phil Harris medverkade också som röstskådespelare i flera Disneyfilmer, han gjorde rösterna till Baloo i Djungelboken, Lille John i Robin Hood och Thomas O'Malley Aristocats. Hans sista roll var i Don Bluths Rock-A-Doodle.

## Filmografi (i urval)
| År        | Titel                   |
| --------- | ----------------------- |
| 1933      | På kryss till paradiset |
| 1939      | Stjärnparaden           |
| 1940      | Hejsan, vi rider igen!  |
| 1950      | Fröjdernas gata         |
| 1951      | Stjärnkarusellen        |
| 1951      | Här kommer brudgummen   |
| 1954      | Mellan himmel och hav   |
| 1956      | Dans ombord             |
| 1957      | This Is Your Life       |
| 1963      | Skojare från Texas      |
| 1963-1964 | Burke's Law             |
| 1964      | Sprattelgubben          |
| 1965      | The Bing Crosby Show    |
| 1966-1970 | The Dean Martin Show    |
| 1967      | Djungelboken            |
| 1967      | The Cool Ones           |
| 1968      | The Lucy Show           |
| 1969      | The Johnny Cash Show    |
| 1970      | Aristocats              |
| 1973      | Robin Hood              |
| 1978      | Fantasy Island          |
| 1980      | Kärlek ombord           |
| 1984      | This Is Your Life       |
| 1991      | Rock-A-Doodle           |